# اریتروپوئیتین
اریتروپویتین (به انگلیسی: erythropoietin) یک هورمون و فاکتور رشد گلیکوپروتئینی است که به افزایش تعداد گلبول‌های قرمز خون از طریق افزایش دفعات شکل‌گیری فرآیند اریتروپوئز کمک می‌کند. این ماده یک سیتوکین است که نوعی عامل خونساز است. مدت اثر دهی این دارو به صورت وریدی ۶ ساعت وبه صورت عضلانی ۱۲ ساعت می‌باشد. دوز این دارو به شکل ویال ۲۰۰۰_۴۰۰۰_۶۰۰۰_۸۰۰۰ و ۱۰۰۰۰ می‌باشد.
‌
اریتروپویتین در کلیه و کبد و در اثر هیپوکسی بافتی ساخته و ترشح می‌شود.
بعد از تولید و ترشح روی مغز استخوان اثر می‌کند.
افزایش مصنوعی تعداد گلبول‌های قرمز در جریان خون به منظور افزایش کارایی بدن ورزشکار است. با توجه به اینکه گلبول‌های قرمز خون اکسیژن را از ریه‌ها به ماهیچه‌ها منتقل می‌کنند، بنابراین افزایش این سلول‌های اکسیژنرسان موجب افزایش حجم هوای جذبی در ریه‌ها شده و به دنبال آن توان عضلانی و استقامت ورزشکار نیز افزایش می‌یابد، عوارض جانبی مصرف اریتروپویتین شامل افزایش خطر بیماری‌های قلبی- عروقی و افزایش احتمال سکته، آنفارکتوس قلب و آمبولیسم است. این دارو را در دمای ۲ تا ۸ درجه سانتی گراد می‌توان نگه داری کرد و به مدت ۷ روز در دمای محیط بدون باز کردن کاور آمپول قابل نگه داری است و در دمای زیر ۲ درجه هیچ‌گونه محدودیتی در نگه داری و استفاده ندارد.

## کارکرد
اریتروپویتین انسانی (EPO) یک هورمون گلیکوپروتئینی است که عملکرد تنظیم میزان گلبولهای قرمز (اریتروسیت) را در خون پستانداران به عهده دارد. EPO بیشتر توسط کلیه‌ها و کمی توسط کبد تولید می‌شود و تولید و ترشح آن با کاهش سطح گلبول‌های قرمز خون و نیز کاهش اکسیژن رسانی به بافت‌ها تحریک شده و افزایش می‌یابد. EPO بر روی پیش سازهای اریتروسیت (اریتروئید) عمل می‌کند و عامل ایجاد تمایز در سلول‌های اریتروئید می‌باشد. تولید EPO در بدن در برخی شرایط پاتولوژیک (مثل آسیب پارانشیم کلیه که منجر به کم خونی با درجات مختلف می‌شود) کاهش می‌یابد. این هورمون از یک جزء پروتئینی و یک جزء کربوهیدرات تشکیل شده‌است؛ که با آزمایش مغز استخوان از ورزشکاران، نمونه دوپینگ معلوم می‌شود